# Filépulver

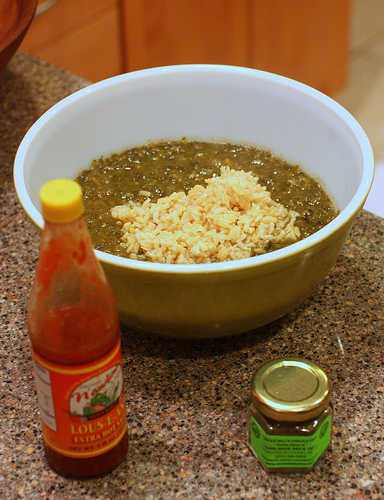
Burken till höger innehåller filépulver.

Filépulver, ibland kallat gumbofilé, är ett örtpulver bestående av torkade och malda blad från lagerväxten sassafras. Det används som krydda och förtjockningsmedel, ursprungligen av indianfolket choctawerna i södra USA. Filépulver är populärt i delstaten Louisiana och förekommer i grytor. Det är en vanlig men inte nödvändig ingrediens i maträtten gumbo. Ordet filé kommer från franska "filer", som betyder "snurra".

## Övrigt
"Filé gumbo" förekommer i refrängen till Hank Williams låt Jambalaya (On the Bayou).